# Oabius parvior
Oabius parvior är en mångfotingart som beskrevs av Chamberlin 1938. Oabius parvior ingår i släktet Oabius och familjen stenkrypare. Inga underarter finns listade i Catalogue of Life.